# Tubarão FC
Der Tubarão Futebol Clube war ein Fußballverein aus Tubarão im brasilianischen Bundesstaat Santa Catarina.

## Geschichte
Tubarão wurde am 30. Mai 1992 gegründet. Ziel war es, auf Basis des ortsansässigen EC Ferroviário einen Klub zu schaffen, welcher um Titel mitkämpfen konnte. Der neue Klub ging direkt aus Ferroviário hervor. Die Gründung erfolgte auf Initiative einer Gruppe von Geschäftsleuten und ehemaliger Direktoren von Ferroviário.
Konnte Ferroviários Startplatz in der Staatsmeisterschaft von Santa Catarina 1992 übernehmen. In dieser bestritt man am 5. Juli beim Grêmio Esportivo Juventus sein erstes Spiel. Dieses endete 1:1. Am Ende der Meisterschaft im Dezember belegte Tubarão mit 18 Punkten den vorletzten Platz und konnte die Spielklasse halten. Dieses blieb so bis zu seiner Auflösung 2005.
Durch gute Platzierungen in der Staatsmeisterschaft erreichte der Klub mehrmals die Teilnahme an der Série C. Hier debütierte Tubarão 1996. In der Gruppe 16 erzielte man am 25. August beim Grêmio Esportivo Brasil ein 0:0 und erreichte am 1. September zuhause mit einem 1:0 gegen den Figueirense FC seinen ersten Sieg. Der Klub schied erst in der dritten Runde aus, 3:1 und 0:5 gegen den Rio Branco EC.
Im Juni 1998 wurde Tubarão Vizemeisterschaft von Santa Catarina. Nach einem 0:1 im Hinspiel gegen den Criciúma EC, reichte diesem ein 0:0 im Rückspiel zur Meisterschaft. Im Dezember des Jahres trafen die beiden Klubs in den Finals des Staatspokal von Santa Catarina wieder aufeinander. Dieses Mal mit dem besseren Ende für Tubarão. Dieser gewann beide Spiele (1:0 und 2:1). Der Sieg war ursprünglich verbunden mit der Teilnahme am Copa do Brasil, dem nationalen Pokal, im Folgejahr. Der regionale Fußballverband Federação Catarinense de Futebol (FCF) änderte aber Regelungen für die Qualifizierung, so dass Tubarão eine Mitwirkung am Copa do Brasil 1999 verwehrt blieb.
Über die Staatsmeisterschaft qualifizierte sich Tubarão zur Teilnahme an der Copa Sul 1999. Dieser wurde 1999 vom nationalen Verband Confederação Brasileira de Futebol ins Leben gerufen und diente der Ermittlung eines Teilnehmers am Copa Conmebol 1999. In dem Turnier trat der Klub in der Gruppe A gegen drei andere an. Ihm gelang nur ein Sieg, am 4. Februar 3:0 gegen den Criciúma EC und belegte den letzten Platz. Bei seiner zweiten Teilnahme, beim Copa Sul-Minas 2002, war Tubarão etwas erfolgreicher. Dieses Mal diente der Wettbewerb der Ermittlung eines Teilnehmers am Copa dos Campeões, in dem wiederum ein Teilnehmer für die Copa Libertadores bestimmt wurde. In der Vorrunde erreichte der Klub acht Siege, vier Unentschieden und drei Niederlagen bei 26:19 Toren, +7 Tore. Damit erreichte man den fünften Platz und verpasste die Finalrunde der besten vier nur aufgrund des schlechteren Torverhältnisses gegenüber dem Atlético Mineiro (23:15 Tore, +8 Tore).
Im April 2005 wurde der Klub aus finanziellen Gründen aufgelöst. Im selben Monat noch wurde ein Nachfolgeklub ins Leben gerufen, der CA Tubarão.

## Teilnahme an Fußballwettbewerben
| Wettbewerb          | Teilnahmen                         |
| ------------------- | ---------------------------------- |
| Série C             | 04× – 1996–1998, 2001–2002         |
| Staatsmeisterschaft | 14× – 1992–2005                    |
| Staatspokal         | 05× – 1992, 1993, 1995, 1996, 1998 |

## Erfolge
- Staatsmeisterschaft – Vizemeister: 1998
- Staatspokal von Santa Catarina: 1998